# Ōmura
Ōmura (jap. 大村市 Ōmura-shi) – miasto w Japonii, na wyspie Kiusiu, w prefekturze Nagasaki. W 2010 roku liczyło 90 528 mieszkańców.
Miasto otrzymało prawa miejskie 11 lutego 1941 roku.
W mieście rozwinął się przemysł spożywczy.

## Miasta partnerskie
- Portugalia: Sintra